# Дубровский, Николай Григорьевич
Дубровский Николай Григорьевич (род. 29.04.1949) — учёный-биолог, доктор биологических наук, профессор.
Заслуженный деятель науки Республики Тыва, Заслуженный работник образования Республики Тыва, Заслуженный профессор ТувГУ, Почётный работник высшего профессионального образования Российской Федерации.
Отличник физической культуры и спорта  Республики Тыва. Член Петровской академии наук и искусств, член «Русского ботанического общества», академик международной академии наук педагогического образования.
Депутат Верховного Хурала (Парламента) Республики Тыва (2000—2006), ректор Тувинского государственного университета (1999—2009).

## Биография
Дубровский Николай Григорьевич родился 29 апреля 1949 года в селе Нижний-Суэтук Шушенского района Красноярского края. В 1967 г. закончил Кызылскую среднюю школу № 11. В 1971 году поступил в Кызылский государственный педагогический институт на биолого-химический факультет и в 1976 году успешно его закончил, получив специальность «Учитель биологии и химии». После распределения был оставлен в институте в должности директора «Агробиостанции». В 1978 году стал работать ассистентом кафедры «Общей биология». В 1981 году поступил в аспирантуру Московского областного педагогического института им. Н. К. Крупской на кафедру «Ботаники» и в 1984 году ее закончил. С ноября 1999 года по август 2007 года работал ректором Тывинского Государственного Университета. С 2000 был депутатом Верховного Хурала (Парламента) Республики Тыва. С 2002 года по 2006 год был депутатом палаты представителей Великого Хурала Республики Тыва.С 2010 года занимается созданием Ботанического сада при Тувинском государственном университете, директор Ботанического сада ТувГУ, профессор кафедры биологии и экологии .

## Научно-педагогическая деятельность
В 1986 году защитил кандидатскую диссертацию в институте «Физиологические особенности растений люпина, выращенных из семян, подвергнутых действию неблагоприятных факторов и обработке регулятором роста» .
В мае 2009 года защитил докторскую диссертацию на тему: «Степные и залежные фитосистемы Тувы: структурно-функциональная организация и оптимизация природопользования» .
Автор монографий (6), более 100 научных и научно-методических работ. Является членом Петровской академии наук и искусств (Диплом АС № 265 от 09.11.2000 г. Санкт-Петербург), так же членом «Русского ботанического общества» (членский билет № 14672). В 2007 году избран академиком международной академии наук педагогического образования (№ диплома 640 от 27 февраля 2007 года). Научно-педагогическая деятельность имеет международное признание, так в 2005 году награжден медалью имени Сократа (Оксфордский университет, Великобритания) за вклад и интеллектуальное развитие современного общество.

## Награды и звания
1. Почетное звание «Заслуженный работник образования Республики Тыва» (1997)
2. Почетная грамота Верхового Хурала (Парламента) Республики Тыва (2001)
3. Почетная грамота ректора ТывГУ (2003)
4. Почетная грамота Палаты Представителей Великого Хур ала РТ (2004)
5. Благодарность деканата ЕГФ, значок 90 лет ВЛКСМ (2008)
6. Благодарность Минобразования РТ (2011)
7. Благодарность ректора ТывГУ (2012)
8. Почетная грамота Минобразования и науки РТ (2013)
9. Заслуженный профессор ТувГУ (2015)
10. Медаль за заслуги в развитии города Кызыла (2015)
11. Почетная грамота Министерства природных ресурсов и экологии Республики Тыва, (2015)
12. Почетное звание «Заслуженный профессор Тувинского государственного университета» (2015)

## Научные труды
Монографии:
1.Ондар С. О., Дубровский Н. Г. Биологические системы в разных временных масштабах. Ч. I. Организация, интеграция, регуляция и эволюция биологических систем в экологическом времени. Новосибирск: СибАГС, 2005. — 558 с.
2.Дубровский Н. Г., Назын-оол О. А. Зерновые культуры, возделываемые в Туве. — Кызыл: РИО ТывГУ, 2005. — 56 с.
3.Дубровский Н. Г.,Назын-оол О. А., Черепанов М. Е. Применение удобрений на дефлированных почвах Республики Тыва. Кызыл: ТывГУ КЦО «Аныяк», 2006. — 255 с.
4.Ондар С. О., Дубровский Н. Г. Биологические системы в разных временных масштабах. Ч. II, III. Организация, интеграция, регуляция и эволюция биологических систем в экологическом времени. Новосибирск: СибАГС, 2006. — 787 с.
5.Определитель растений Республики Тыва / Красноборов И. М., Ломоносова М. Н., Лайдып А. М., Шауло Д. Н., Дубровский Н. Г. и др. — Новосибирск: Наука, 2007. — 335 с.
Статьи:
1.Дубровский Н. Г. Удобрения на дефлированных почвах и продуктивность яровой пшеницы / Н. П. Аюшинов, А. А. Атыгаев, Н. Г. Дубровский, Н. Г. Солдатова, В. М. Соловьева, О. А. Назын-оол, Н. А. Ховалыг, Е. А. Порядина // Земледелие, № 2, 2005. — С.11-12.
2.Дубровский Н. Г. Особенности залежной сукцессии в Туве / Н. Г. Дубровский, Б. Б. Намзалов, А. В. Ооржак // Вестник Бурятского университета: сер.2, вып.№ 7, 2005. — С. 200—205.
3.Дубровский Н. Г. К классификации настоящих дерновинно-злаковых степей нагорья Сангилен (Юго-Восточная Тыва) / К. В. Кыргыс, Н. Г. Дубровский, Б. Б. Намзалов // Вестник Бурятского университета: сер.2, вып.№ 8, 2006. — С. 122—127.
4.Дубровский Н. Г. К характеристике флористического комплекса залежной растительности Тывы / А. В. Ооржак, Н. Г. Дубровский // Вестник Бурятского госуниверситета: вып.№ 3, 2007. — С. 169—172.
5.Дубровский Н. Г. Продуктивность и деструкция растительного опада в залежных сообществах Тывы / А. В. Ооржак, Н. Г. Дубровский, В. Б. Дамбаев, Б. Б. Намзалов // Вестник Бурятского госуниверситета: вып.№ 3, 2007. — С. 184—188.
6.Дубровский Н. Г. Особенности территориального распределения и фитоценотического разнообразия растительности залежей Тувы / Н. Г. Дубровский, А. В. Ооржак // Вестник ЧГПУ: № 3, 2009. — С. 263—275.
7.Дубровский Н. Г. Классификация и особенности демутации залежной растительности Центральной Тувы / Н. Г. Дубровский, А. В. Ооржак, Б. Б. Намзалов // Вестник ЧГПУ: № 3, 2009. — С. 276—292.
8.Дубровский Н. Г. Рациональное использование преобразование и охрана биологических ресурсов Тувы / Н. Г. Дубровский // Сборник статей. — Кызыл, 1990. — С. 7-10.
9.Дубровский Н. Г. Природопользование и экологическое воспитание / Н. Г. Дубровский, Е. Э. Ондар // Материалы Международной конференции, посвященной 70-летию тувинской письменности (11-14 сентября). — Кызыл, 2000. — С. 105—106.
10.Дубровский Н. Г. К развитию теории демутационного процесса и особенности флоры залежной растительности Тувы / Б. Б. Намзалов., Н. Г. Дубровский, А. В. Ооржак // Материалы Всероссийской научно-практической конференции «Опыт и традиции этнического природопользования» (17-19 сент. 2003). — Улан-Удэ: Изд-во БГСХА, 2003. — С. 48-52.
11.Дубровский Н. Г. Состав удобрения «биогумус» и его влияние на рост и развитие растений в неблагоприятных условиях произрастания" / С. С. Потапова, Н. Г. Дубровский // Материалы IV съезда Докучаевского общества почвоведов «Почвы национальное достояние России» (9-13 августа 2004). Новосибирск: Наука — Центр, 2004.- С. 296—297.
12.Дубровский Н. Г. К анализу флоры залежной растительности Тувы / А. В. Ооржак, Н. Г. Дубровский //. Материалы Всероссийской научной конференции с международным участием «Проблемы сохранения разнообразия растительного покрова внутренней Азии» (7-10 сентября 2004 г.) — г. Улан-Удэ: Изд-во Бурятского научного центра СО РАН, 2004, С. 128—130.
13.Андрейчик М. Ф., Дубровский Н. Г. Атлас облаков Республики Тыва (в летнее время года). — Кызыл, 2004. — 100 с.
14.Дубровский Н. Г. Условия загрязнения атмосферы горных котловин Республики Тыва / М. Ф. Андрейчик, Н. Г. Дубровский // Материалы VII Международной конференции «Природные условия, история и культура западной Монголии и сопредельных регионов» (20-22 сентября 2005 г., г. Кызыл, Россия). — Кызыл: Изд-во ТувИКОПР СО РАН, 2005. Т.2., С. 217—219.
15.Дубровский Н. Г. Современное состояние и вопросы охраны редких степных сообществ нагорья Сангилен / К. В. Кыргыс, Н. Г.,Дубровский // Материалы VII Междунар. конф. «Природные условия, история и культура Западной Монголии и сопредельных регионов». — Кызыл, 2005. — Т.1. — С. 144—148.
16.Дубровский Н. Г. Особенности использования степных пастбищ нагорья Сангилен (на примере традиций тувинского этноса) / К. В. Кыргыс, Н. Г. Дубровский, Б. Б. Намзалов // Материалы Пятой международной научно-практической конференции «Проблемы ботаники Южной Сибири и Монголии» (Барнаул, 21-23 ноября 2006 г.). — Барнаул: Изд-во «АзБука», 2006. — С.141-143.
17.Дубровский Н. Г. Основные этапы взаимоотношений в системе «ЭТНОСЫ (популяции людей) — ПРИРОДА (экосистема)» / Б. Б. Намзалов, Л. К. Аракчаа, Н. Г. Дубровский // Материалы научно-методического семинара «Этническая экология и традиционное природопользование на рубеже веков» (Улан-Удэ, 30 ноября 2006 г.). — Улан-Удэ: изд-во Бурятского госуниверситета, 2006. — С. 5-10.
18.Дубровский Н. Г. Залежные экосистемы Тувы: особенности флоры и демутационного процесса / Н. Г. Дубровский, Б. Б. Намзалов // Флора и растительность Алтая. Т. 11, 2006. — С. 89-93.
19.Дубровский Н. Г. Краткая история исследования растительности степей и залежей Тувы / Н. Г. Дубровский, Б. Б. Намзалов, А. Д. Самбуу // Биота в экосистемах гор Южной Сибири: состояние и проблемы. Байкальский экологический вестник. — Вып. 4. — Улан-Удэ: Изд-во Бурятского госуниверситета, 2007. — С. 4 −15.
20.Дубровский Н. Г. Методология изучения разнообразия фитосистем (на примере растительности Республики Тыва) / Б. Б. Намзалов, Н. Г. Дубровский // Биота в экосистемах гор Южной Сибири: состояние и проблемы. Байкальский экологический вестник. — Вып. 4. — Улан-Удэ: Изд-во Бурятского госуниверситета, 2007б. — С. 15 — 28.
21.Дубровский Н. Г. Анализ структуры флоры степей Тувы / Н. Г. Дубровский, Б. Б. Намзалов, К. В. Кыргыс, А. М. Самдан // Биота в экосистемах гор Южной Сибири: состояние и проблемы. Байкальский экологический вестник. — Вып. 4. — Улан-Удэ: Изд-во Бурятского госуниверситета, 2007. — С. 28 — 39.
22.Дубровский Н. Г. Степная растительность Тувы, классификация и характеристика разнообразия / Б. Б. Намзалов, Н. Г. Дубровский, К. В. Кыргыс // Биота в экосистемах гор Южной Сибири: состояние и проблемы. Байкальский экологический вестник. — Вып. 4. — Улан-Удэ: Изд-во Бурятского госуниверситета, 2007. — С. 42 — 54.
23.Намзалов Б. Б., Дубровский Н. Г. Очерки о высокогорных степях Тувы и Юго-Восточного Алтая — Улан-Удэ: Изд-во Бурятского госуниверситета, 2007а. — 37 с.
24.Дубровский Н. Г. О некоторых теоретических аспектах изучения залежной растительности (на примере Республики Тыва) / Н. Г. Дубровский, Б. Б. Намзалов, А. В. Ооржак // Материалы Всероссийской конференции с международным участием (Иркутск, 21-25 мая 2007 г.) «Синантропизация растений и животных». Иркутск: изд-во Института географии СО РАН им. В. Б. Сочавы, 2007. — С.35-37.
25.Дубровский Н. Г. К анализу степной растительности горной лесостепи хр. Тану-Ола / Б. Б. Намзалов, Н. Г. Дубровский, А. М. Монгуш // Материалы второй Международной научно-практической конференции. «Биоразнообразие и сохранение генофонда флоры, фауны и народонаселения Центрально-Азиатского региона». — Кызыл, 2007. — С. 36-38.
26.Дубровский Н. Г. Род Artemisia L. на залежной флоре Центрально-Тувинской котловины / А. В. Ооржак, Н. Г. Дубровский, Б. Б. Намзалов // Материалы второй Международной научно-практической конференции. «Биоразнообразие и сохранение генофонда флоры, фауны и народонаселения Центрально-Азиатского региона». — Кызыл, 2007. — С. 53-55.
27.Дубровский Н. Г. О некоторых аспектах эколого-исторического анализа землепользования в Республике Тыва / К. В. Кыргыс, Н. Г. Дубровский, Б. Б. Намзалов // Мир кочевой цивилизации: история и современность. Матер. межд. научн. конференции (10-12 октября 2007, Чита — Агинское). — Чита: Экспресс изд-во, 2007. — С. 327—330.